# Ігнатій Печерський
Ігна́тій Пече́рський або Ігна́тій, архімандрит Пече́рський   — український православний святий, архімандрит Києво-Печерського на честь Успіння Пресвятої Богородиці монастиря (як Ігнатій I).

## Життєпис
Преподобний Ігнатій з юних літ привчав себе до чистоти й непорочності. Ставши ченцем Печерського монастиря, святим життям, тихістю і любов’ю до всіх звернув на себе увагу. Братія монастиря одноголосно вибрала його наставником, керівником і пастирем Печерського монастиря. Але святий Ігнатій, маючи вищий сан, не зменшував чернечих подвигів, а навпаки старався більше від інших молитись і поститися, бути смиренним. Його щира молитва і священнослужіння чудотворно діяли на інших, він зціляв хворих молитвами і творив чудеса. Хворі видужували, коли куштували проскурку, після проведеної над нею літургією.
Життєпис святого Ігнатія, ґрунтується на напису, переписаному в XVII ст. з його надгробної дошки, повідомляється: «Преподобний Ігнатій, архімандрит Печерський, за святе своє житіє здобув дари чудотворення від Бога і молитвою своєю багатьох недужих зціляв, такожде і кому його просфору, якою він служив, дано вкусити, зцілення приймав. По смерті тут є покладений тілом, а душою в небі з Христом, і молиться про нас»
Найвірогідніше, був наступником на архімандрії архиєпископа Варсонофія.
Преподобний згаданий в першому відомому пом'яннику Києво-Печерського монастиря кін. XV - поч. XVI ст. Зображення святого було на стінописі стародавнього монастирського Успенського собору.
Час настоятельства і кончини архімандрита Ігнатія визначається на тій підставі, що його наступник архімандрит Никифор I, згаданий як настоятель у лаврській рукописі, переписаній У 1434 р. Йосифом
Доживши до старості, святий Ігнатій відійшов до Господа в 1435 р. Біохімічне обстеження св. мощей Києво-Печерських святих, що проводилося в 1982 р., показало, що преподобний Ігнатій преставився у віці бл. 60 років.
Його нетлінні мощі знаходяться в Дальніх печерах, навпроти мощей Йосифа Багатоболізного та недалеко від підземної церкви Благовіщення Пресвятої Богородиці.
Місцева канонізація подвижника відбулася в XVII ст., коли Києво-печерський архімандрит (Варлаам Ясинський; 1684-1690, пізніше Митрополит Київський) встановив святкування Собору преподобних отців, у Дальніх печерах спочивають, тоді ж була складена служба Собору.

В акафісті всім Печерським преподобним про нього сказано: 
|  | «Радуйся, Ігнатію, княже пресвітлий печерного міста; радуйся, пастирю преподобний, боговибраного стада». |

Пам’ять преподобного Ігнатія вшановується 20 грудня.

## Іконографія

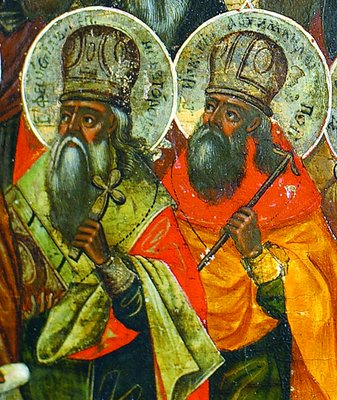
Святитель Феофіл Новгородський і преподобний Ігнатій Києво-Печерський. Фрагмент ікони «Собор Києво-Печерських святих». Ост. четв. XVIII ст. (1771?)

У іконописному оригіналі кін. XVIII ст. про вигляд преподобного сказано: «Надсед, брада Сергиева, власы с ушей, на главе шапка, риза поповская бакан, испод празелень, и патрахиль епитрахиль злато, видно на исподней ризе, обема рукама держит Евангелие, прижал у сердца».
Одноосібний образ преподобного Ігнатія, архімандрита Печерського зберігся в місцевому ряду 3-ярусному іконостасі печерної церкви прп. Феодосія Києво-Печерського в Дальніх печерах лаври (1-а пол. XVIII ст., поновлення - 1863 р., ієром. Пафнутій (Львів); живопис виконаний на металі). Преподобний зображений у ріст в невеликому повороті вліво, з непокритою головою, в мантії і єпитрахилі, з благословляючою іменословно правицею, в лівій руці - архимандритський жезл.
Поясний варіант іконографії - преподобний в мантії зі скрижалями, в поручах і клобуку, з наперсним хрестом, напис: «С: Пр(д)б: Игнатій Архимандри(т). Печер(с).» — зображений на іконі 40-х рр. XIX ст., що знаходиться біля раки святого Ігнатія в Дальніх печерах написаної ієром. Іринархом з учнями з лаврській майстерні. Зовнішність преподобний має індивідуальні особливості (запалі щоки, сива роздвоєна борода).
Зображення преподобного архімандрита Ігнатія в основному зустрічається в композиції «Собор Києво-Печерських святих», як правило в правій групі святих, за прп. Феодосієм Києво-Печерським, в ряду іноків, що спочивають у Дальніх печерах (відомо більше 15 гравюр і багато літографій).
Одне з ранніх зображень - на іконі Собору Києво-Печерських святих останньої третини XVIII ст., де преподобний знаходиться в 1-му ряду 3-м праворуч (за свт. Феофілом Новгородським), з густою бородою, з сивиною і довгим волоссям, спадаючими на плечі, в фелоні, поручах і митрі, з наперсним хрестом, з жезлом у лівій руці, в написі названий архімандритом.
Преподобного Ігнатія включено до групи чудотворців Дальніх печер в іконографії «Всі святі, в землі Руській просіявші», розробленій монахинею Іуліанією (Соколовою) під керівництвом свт. Афанасія (Сахарова), зокрема на її іконах 1934, поч. 50-х рр., кін. 50-х рр. XX ст.

## Пам'ять
Пам’ять преподобного Ігнатія вшановується 20 грудня.